# Gerhard Brandt (Soziologe)
Gerhard Brandt (* 3. Februar 1929 in Hannover; † 25. November 1987 in Frankfurt am Main) war ein deutscher Soziologe und von 1974 bis 1982 Direktor des Instituts für Sozialforschung in Frankfurt am Main.

## Leben
Nach dem Abitur (1948) absolvierte er eine Handwerkerlehre als Zimmermann und wurde aktives Mitglied der Gewerkschaftsjugend in Hannover. Ab 1954 nahm er in Göttingen das Studium der Soziologie auf, wechselte nach zwei Semestern an die Goethe-Universität Frankfurt am Main. Er wurde Mitglied des Sozialistischer Deutscher Studentenbund. Dort gehörte er zur ersten Generation der bei Max Horkheimer und Theodor W. Adorno Studierenden. Zeitweilig war er wissenschaftliche Hilfskraft am Institut für Sozialforschung. Nach dem Diplom (1958) vermittelte Ludwig von Friedeburg ihm ein Stipendium für einen einjährigen Studienaufenthalt an der London School of Economics.
Bereits als Assistent von Ludwig von Friedeburg an der Freien Universität Berlin (1963–66) wurde er 1964 mit der Dissertation „Rüstung und Wirtschaft“ promoviert. 1966 kehrte er mit v. Friedeburg nach Frankfurt zurück, wo er in der universitären Lehre tätig war.
Nachdem er 1970 eine Lehrstuhlvertretung in Heidelberg übernommen hatte, habilitierte er sich 1971 mit „Gewerkschaftliche Interessenvertretung und sozialer Wandel“, einer Arbeit über britische Gewerkschaften in der Phase des New Unionism. 1971 nahm er einen Ruf nach Frankfurt an und wurde 1972 Direktor am (nach Adornos Tod und v. Friedeburgs Wechsel ins Hessische Kultusministerium) „verwaisten“ Institut für Sozialforschung. Er engagierte sich dort im – noch von Ludwig von Friedeburg initiierten – industrie- und gewerkschaftssoziologischen Forschungsschwerpunkt. Unter anderem leitete er eine der ersten empirischen Untersuchungen über Computertechnologie.
1984 schied er auf eigenen Wunsch aus dem Institut aus „mit der erklärten Absicht, die gewonnenen Forschungserfahrungen theoretisch aufzuarbeiten“. Im Fachbereich Gesellschaftswissenschaften der Universität gründete er eine interdisziplinäre Arbeitsgruppe für Technikforschung.
1987 nahm er sich das Leben.

## Publikationen
- Gewerkschaftliche Interessenvertretung und sozialer Wandel. Eine soziologische Untersuchung über die Entwicklung der Gewerkschaften in der britischen Eisen- und Stahlindustrie 1886–1917. Europäische Verlagsanstalt, Frankfurt am Main 1973.
- (Mitautor) Computer und Arbeitsprozeß. Eine arbeitssoziologische Untersuchung der Auswirkungen des Computereinsatzes in ausgewählten Betriebsabteilungen der Stahlindustrie und des Bankgewerbes. Campus, Frankfurt am Main 1978.
- (Mitautor) Anpassung an die Krise. Gewerkschaften in den siebziger Jahren. Campus, Frankfurt am Main 1982.
- Arbeit, Technik und gesellschaftliche Entwicklung. Transformationsprozesse des modernen Kapitalismus. Suhrkamp, Frankfurt am Main 1990 (posthum hrsgg. von Daniel Bieber und Wilhelm Schumm).